# Wojciech Hawryszuk
Wojciech Henryk Hawryszuk (ur. 13 października 1952 w Ciechanowie, zm. 11 września 2020 w Szczecinie) – polski publicysta, działacz kulturalny, animator inicjatyw społecznych.

## Życiorys
Pochodzi z Ostrowi Mazowieckiej. Ukończył studia z zakresu cybernetyki ekonomicznej i informatyki na Politechnice Szczecińskiej. Zainteresowania i doświadczenia zawodowe: Media techniczne (radio, telewizja, telewizja kablowa, internet), dziennikarstwo (Polskie Radio Szczecin, Radio AS, Ziemia Gorzowska, Radio PSR) marketing i promocja, informacja gospodarcza, organizacja imprez targowych i wystaw, organizacja imprez artystycznych i promocyjnych (Agencja Barnaba). Organizator imprez: FAMA, Garaż, Baltic Blues, New Jazz Conversation, Port Reggae, Gwiazdy Morza, Jarmark rybny, Akademia Rybna. Redaktor wydawnictw Jacka Kleyffa i Jana Wołka; autorska płyta /teksty/ „Operating Conditions Orchestra” dla Polskich Nagrań; dla wydawnictwa „Jacek Music”, projekt „Musica Sacra”, red. monografii piosenki studenckiej CD „Nostalgia” i „Śmiech”. Wywiad rzeka „Polski Młyn” – z ks. Józefem Tischnerem wspólnie z Anną Szymańską – wydawnictwo kasetowe podczas I Zjazdu Solidarności, Współpraca z Janiną Jankowską, Markiem Osińskim, Jerzym Farnerem – codzienne relacje z I Zjazdu „Solidarności”. Był m.in. dyrektorem Domu Kultury Budowlanych, kierownik DK Huty Szczecin, Klubu Pinokio i dyrektor Międzynarodowego Domu Kultury w Międzyzdrojach (Międzyzdro-Janki 2002, Teatr Nadmorski), koordynator Festiwalu Młodych Talentów „Gramy”.
W 2002 uzyskał mandat radnego Szczecina z listy komitetu Teresy Lubińskiej. W 2006 bez powodzenia ubiegał się o reelekcję z listy Prawa i Sprawiedliwości jako kandydat Stowarzyszenia Od Nowa. W 2014 bezskutecznie kandydował do sejmiku zachodniopomorskiego z listy Platformy Obywatelskiej.
Miał żonę Ewę oraz czworo dzieci – Teresę, Stanisława, Ludwikę i Janinę. Mieszkał w Szczecinie.